# Karangrejo (Kawedanan)
Karangrejo is een bestuurslaag in het regentschap Magetan van de provincie Oost-Java, Indonesië. Karangrejo telt 2940 inwoners (volkstelling 2010).